# Neoterebra brasiliensis
Neoterebra brasiliensis é uma espécie de gastrópode do gênero Neoterebra, pertencente a família Terebridae.